# Thurmont (Maryland)
Thurmont es un pueblo ubicado en el condado de Frederick en el estado estadounidense de Maryland. En el año 2010 tenía una población de 6170 habitantes y una densidad poblacional de 961,6 personas por km².

## Geografía
Thurmont se encuentra ubicado en las coordenadas 
39°37′30″N 77°24′37″O / 39.62500, -77.41028.

## Demografía
Según la Oficina del Censo en 2000 los ingresos medios por hogar en la localidad eran de $49.530 y los ingresos medios por familia eran $56.138. Los hombres tenían unos ingresos medios de $37.804 frente a los $27.266 para las mujeres. La renta per cápita para la localidad era de $20.474. Alrededor del 6,1% de la población estaba por debajo del umbral de pobreza.